# 1146 Б'ярмія
1146 Б'ярмія (1146 Biarmia) — астероїд головного поясу, відкритий 7 травня 1929 року.
Тіссеранів параметр щодо Юпітера — 3,123.